# Ахмед ибн Абдул-Азиз Аль Сауд
Ахме́д ибн Абду́л-Ази́з ибн Абдуррахма́н А́ль Сау́д (араб. أحمد بن عبد العزيز بن عبد الرحمن آل سعود‎; род. 5 сентября 1942, Эр-Рияд, Саудовская Аравия) — министр внутренних дел Саудовской Аравии с 18 июня по 5 ноября 2012 года. 31-й сын первого короля Саудовской Аравии — Абдул-Азиза Аль Сауда, младший из «семёрки Судайри», брат всех королей и кронпринцев Саудовской Аравии, одно время считался преемником кронпринца Салмана ибн Абдул-Азиза Аль Сауда.

## Биография

### Молодые годы и образование
Родился 5 сентября 1942 года в Эр-Рияде в семье короля Абдул-Азиза и Хассы бинт Ахмед ас-Судайри. Он стал предположительно 31-м сыном в семье и самым младшим членом «Семёрки Судайри».
У него было 6 старших родных братьев и 4 сестры. Его братьями были: король Фахд (1921—2005), принц Султан (1930—2011), принц Абдуррахман (1931—2017), принц Наиф (1933—2012), принц Турки (1934—2016), король Салман (род. 1935), а сёстрами: принцесса Лулувах (ум. 2008), принцесса Латифа (ум. 2024),  принцесса Аль-Джавхара (ум. 2023) и принцесса Джавахир (ум. 2015).
В 1953 году, когда Ахмеду было 11 лет, умер его отец, поэтому воспитывался матерью и старшими братьями. Его старший брат, Фахд ибн Абдул-Азиз Аль Сауд, заменил отца.
Ахмед получил начальное и среднее образование в Школе принцев и институте Анджал в Эр-Рияде к 1961 году. В Университете Южной Калифорнии он изучал английский и некоторые науки. В 1968 году он окончил Университет Редлендса со степенью бакалавра искусств в области политологии. Почти через 20 лет, 26 июля 1999 года, принц Ахмед был удостоен звания почетного доктора гуманитарных наук Университета Редлендса

### Карьера
После окончания образования Ахмед занялся бизнесом, и с 1969 по 1970 год занимал пост председателя «National Gypsum Company». В 1971 году, во время правления короля Фейсала, Ахмед был назначен заместителем губернатора провинции Мекка. В 1975 году новый король Халид назначил его заместителем министра внутренних дел, а 18 июня 2012 года он стал министром внутренних дел Саудовской Аравии.
На посту заместителя министра, он имел дело с разными провинциями королевства. В 1979 году, после неудовлетворительных действий Национальной гвардии во время захвата мечети аль-Харам в Мекке, Ахмед был назначен главой только что созданной специальной службы безопасности, подчиняющейся непосредственно министру внутренних дел.
В начале 1980-х годов Ахмеду была поставлена задача внедрения реформ в Восточной провинции, чтобы улучшить жизнь шиитского меньшинства, на волне беспорядков в провинции в 1979 году и по поводу последствий исламской революции в Иране и последствий шиитской розни для безопасности нефтяной промышленности. Ахмед открыто заявил, что правительство Саудовской Аравии пренебрегало развитием региона и активно дискриминировало его шиитское население. Он пообещал крупные инвестиции в развитие экономической инфраструктуры Эль-Хасы, системы образования и других услуг. Другой задачей Ахмеда стала координация контактов с улемами. Он также занимал должности вице-президента высшей комиссии по промышленной безопасности и председателя подготовительного комитета национальной безопасности, а также заместителя председателя совета гражданской обороны. Саудовский журналист Джамал Хашогги заявил, что во время своего пребывания на посту заместителя министра внутренних дел, принц Ахмед по большей части занимался административными вопросами, а не безопасностью.
В ноябре 2005 года в течение трех дней Ахмед посещал Пакистан и с самолёта осмотрел степень разрушений, вызванных землетрясением в Кашмире. Он пообещал предоставить все необходимое для восстановления ущерба, призвав все мусульманские страны оказать помощь Пакистану. Он также осудил терроризм и заявил, что он несовместим с исламом. Ахмед призвал к «пограничному ограждению» между Саудовской Аравией и Ираком. Строительство забора было начато в 2006 году, и неоднократно заявлял, что не станет «стеной сегрегации».
29 ноября 2010 года он принял участие в Кубке кронпринца, скачках спортивных лошадей имени покойного кронпринца Султана в Марокко. В 2011 году на пресс-конференции он сказал, что для женщин вождение является нарушением закона.
18 июня 2012 года после смерти принца Наифа, принц Ахмед был назначен на пост министра внутренних дел и председателем высшего комитета по хаджу Было сообщено, что он не будет менять основные направления политики безопасности Саудовской Аравии, так как угроза от Аль-Каиды в Йемене и опасность волнений шиитского меньшинства ещё существуют. Его назначение на этот пост также рассматривалось как вероятность возглавить Саудовскую Аравию после короля Абдаллы и наследного принца Салмана, так как он был приверженцем их курса осторожных реформ. Тем не менее, на этом посту Ахмед продержался до 5 ноября 2012 года, после чего его сменил принц Мухаммед ибн Наиф Аль Сауд, бывший заместителем министра внутренних дел. Официальной причиной его отставки было названо собственное желание. Однако саудовские источники полагали причиной отставки недовольство короля Абдаллы действиями принца Ахмеда на посту министра, в частности, инцидентом на границе с Йеменом, в результате которого погибли два  саудовских пограничника. В то же время западные аналитики считали, что короля напугали амбиции принца, и по некоторым данным, возражение Ахмеда разделить силы безопасности на самостоятельные единицы.

#### Популярность
Наваф Обейд из «Foreign Policy» утверждал в 2002 году, что три члена дома Сауд были особенно популярны, хотя многие полагали, что они были коррумпированы. Принц Ахмед возглавлял этот список, а остальными были наследный принц Абдалла и губернатор Эр-Рияда принц Салман. В начале 2000-х годов Ахмед считался одним из потенциальных кандидатов на королевский престол. Тем не менее, 27 марта 2014 года, он оказался в стороне в том смысле, что тогда на новую должность заместителя наследного принца был назначен Мукрин. 
Вместе с бывшим министром внутренних дел Наифом бин Абд аль-Азизом Аль Саудом, принц Ахмед платил огромные бонусы своим успешным сотрудникам, но имея репутацию честного использованием огромного бюджета только для миссий, а не для собственного обогащения.

### Оппозиция и арест
В июне 2017 года Ахмед был одним из трёх принцев, которые проголосовали против назначения 31-летнего Мухаммеда ибн Салмана Аль Сауда наследным принцем.
В сентябре 2018 года во время протестов против военного конфликта с Йеменом в Лондоне вышел к протестующим и обвинил своего брата короля Салмана, наследного принца Мухаммеда и некоторых родственников в гибели мирных йеменцев из-за авиаударов во время военного конфликта.
В августе 2019 года выступил против войны с Ираном.
7 марта 2020 года принц Ахмед был арестован вместе со своим сыном Наифом и племянниками Мухаммедом ибн Наифом и Наввафом ибн Наифом. Правительство Саудовской Аравии заявило, что принцы планировали свергнуть короля Салмана и его сына, наследного принца Мухаммеда ибн Салмана.

### Личная жизнь
У Ахмеда две жены, от которых он имеет пять дочерей и семь сыновей. Его старший сын, Абд аль-Азиз (род. в 1963), является генеральным секретарём Арабской офтальмологии. Другой сын, Наиф (род.1965) имеет степень доктора Кембриджского университета и является полковником ВС Саудовской Аравии, где отвечает за стратегическое планирование. Ещё один сын, принц Султан— посол в Бахрейне.
Одна из дочерей, Фалва бинт Ахмед, состоит в браке с Салманом ибн Султаном, помощником генерального секретаря Совета национальной безопасности и сыном покойного принца Султана.
Принц Ахмед является почетным президентом саудовского Благотворительного общества помощи страдающим от болезни Альцгеймера.